# هفتکل
هَفْتْکِل () مرکز شهرستان هفتکل در استان خوزستان است که با کشف نفت در تاریخ ۱۳ اردیبهشت ۱۳۰۶ خورشیدی، دومین شهر نفتی ایران لقب گرفت. این شهر در سال ۱۳۹۵، ۱۵٬۸۰۲ نفر جمعیت داشته است. میدان نفتی هفتکل در محدوده این شهر قرار دارد.

## زبان
بر پایه ایران اطلس زبان‌های رایج شهر به ترتیب گویشوران گویش بختیاری، قشقایی، اقلیت محدود عربی است.

## وجه تسمیه
دشت طوف سفید صدها سال محل قشلاق طوایف بختیاری علی‌الخصوص طوایف چهارلنگ بختیاری بوده است و هرکجا که چهارلنگ اتراق می‌داشت خویشاوندان آنها طوایف بهمئئ‌ها هم حضور داشتند این خویشاوندی ریشه درتایخ دارد علاوه براجداد آنها یعنی بهمن و بختیارکه دو برادر بودند، اما در زمان ایل خان بختیاری حکومت صمصام السلطنه طایفه لرکی در دشت طوف سفید در کنار لرهای بختیاری ساکن شدند.
به گفته خسرو خان سردار ظفر در زمان خود طایفه لرکی اصالت بختیاری داشتند که به دلیل نزاع با قوم و خویش به میان قشقایی‌ها پناه بردند و زبان ترکی اختیار کردند اما چندسالی است که دوباره به سرزمین مادری خود بازگشته اند و در سرزمین بختیاری ییلاق و قشلاق می‌کنند.

## جغرافیا

### موقعیت جغرافیایی
از لحاظ جغرافیایی تقریباً در مرکز استان خوزستان قرار دارد. این شهر تا اهواز مرکز استان خوزستان ۹۰ کیلومتر، تا رامهرمز ۳۵ کیلومتر تا باغملک ۳۹ کیلومتر تا مسجد سلیمان ۸۰ کیلومتر، تا ایذه ۸۵ کیلومتر و تا شوشتر نیز ۱۰۰ کیلومتر فاصله دارد. محور اهواز، هفتکل، باغملک، ایذه به شهرکرد، اصلی‌ترین محور ارتباطی استان خوزستان به استان‌های چهارمحال و بختیاری و اصفهان محسوب می‌شود.

### آب و هوا
آب و هوای هفتکل گرم و نیمه مرطوب است که بیشینه دمای هوا در تابستان به ۴۸ درجه بالای صفر و کمینه دمای هوا در زمستان به ۲ درجه زیر صفر می‌رسد. میزان متوسط بارندگی سالانه حدود ۳۸۰ میلی‌متر است.

### پوشش گیاهی
پوشش گیاهی منطقه معمولاً علفزارهای فصلی و دارای بوته‌های کَنگر، کتیرا، پونه، سیر کوهی، خارشتر و درختان انار، برهان، کنار و نخلهای پراکنده است.
جانوران و پرندگانی همچون؛ پلنگ، مار، خرس، روباه، شغال، سوسمار، قوچ، گرگ، کفتار، گراز، بز کوهی، کبک، تیهو، لک لک و شاهین در منطقه یافت می‌شوند؛ ولی در گذشته جانورانی چون یوزپلنگ، و آهو نیز یافت می‌شد.

### رودها و منابع آبی
- رود تنباکوکا در ۵ کیلومتری خاور هفتکل[۱۲]
- رود شور باریک در ۵ کیلومتری شمال شهر هفتکل[۱۲]
- رود آب شکر در ۶ کیلومتری جنوب خاوری مرکز هفتکل[۱۲]
- آبشار زیبای ملارانی در نزدیکی روستای باستانی بن آسیاب و ته‌مانده‌های آسیاب‌های آبی قدیم و چشمه آب شیرین
- تالاب برم شور در ۲۰ کیلومتری جاده هفتکل به باغملک[۱۵]

## بافت شهر
کنسرسیوم نفتی دارسی در حدود سال ۱۳۰۶ خورشیدی در این شهر ساختمان‌های بسیاری را برای کارشناسان انگلیسی و کارگران بومی خود بنا نهاد. در بافت این منازل مسکونی ساختمان‌های آموزشی، سینما، باشگاه، استخر، درمانگاه و بیمارستان و آتش‌نشانی پیش‌بینی شد. هفتکل در آن دوران عروس شهرهای خوزستان خوانده می‌شد. اما شهرداری هفتکل تا سال ۱۳۴۶ تشکیل نشد. بخشداری هفتکل در سال ۱۳۱۰ تشکیل شد.
طبق آمار سال ۱۳۵۵، جمعیت هفتکل در حدود ۱۲۰۰۰ نفر بوده است. این شهر دارای ۵۵۰ دستگاه خانهٔ کارگری، ۱۲۰ دستگاه کارمندی، سه باشگاه، سه استخر شنای مدرن، دو دبیرستان، و سیزده دبستان بوده و تعداد دانش آموزان مشغول به تحصیل آن ۳۷۰۰ نفر بوده است و ادارات دولتی آن شامل: بخشداری، اداره پست، دارایی، آمار، آموزش و پرورش و کلانتری بوده است و تعداد کارکنان دولت در آن سال، ۱۵۶ نفر بوده است. همچنین، شهر دارای یک فرودگاه نیز بوده است.
هم‌اکنون این شهر دارای ۲۴ دبستان، ۲۲ مدرسه راهنمایی، ۱۶ هنرستان و ۲ دبیرستان می‌باشد که تعداد ۶۷۰۰ نفر دانش آموز در آن مشغول تحصیل‌اند.

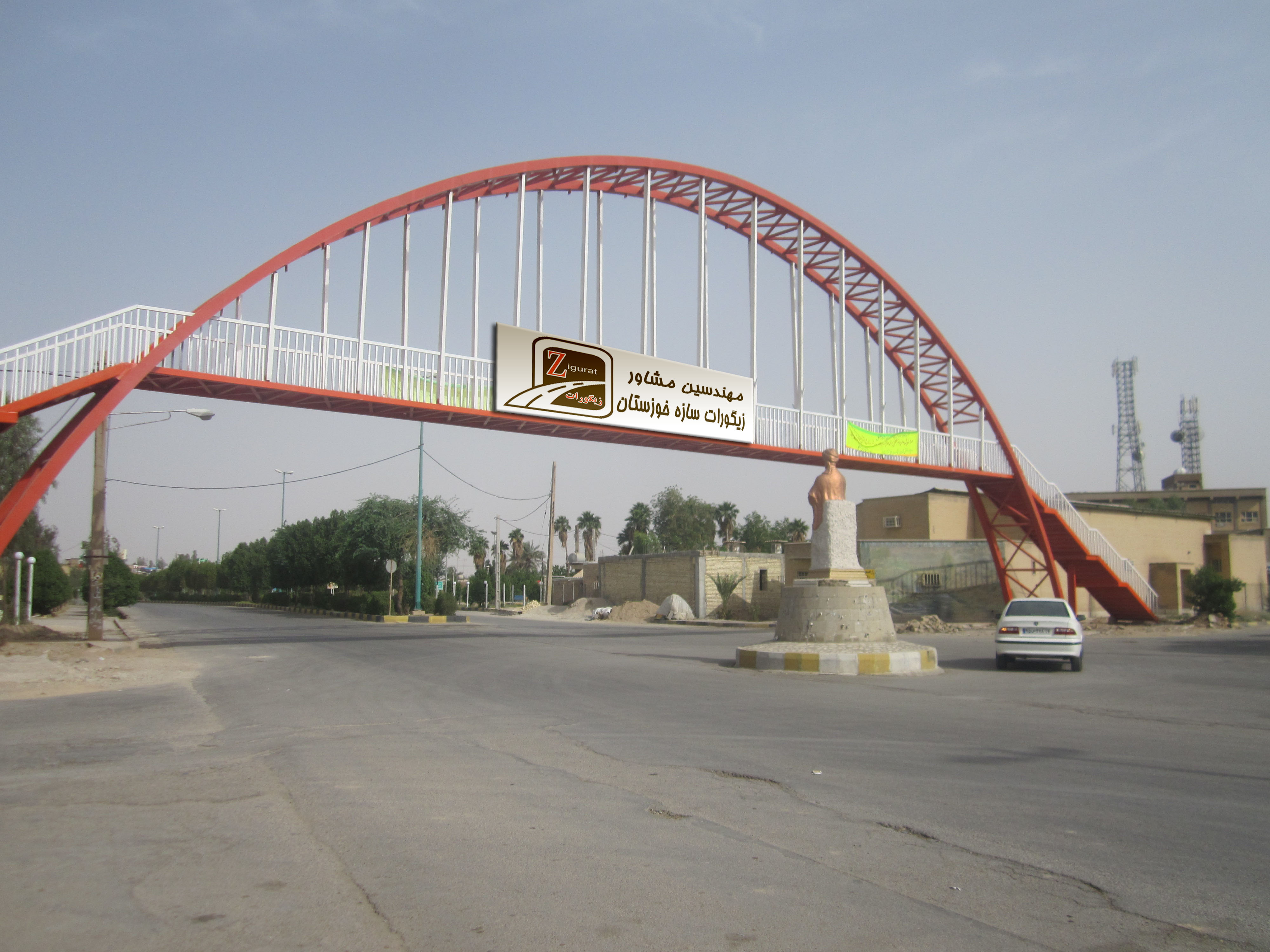
پل عابر پیاده میدان مولوی هفتکل

متأسفانه در اواخر دهه ۹۰ شمسی شهردار جدید هفتکل با همکاری ارگان‌های معلوم‌الحال جهت از بین بردن حافظه تاریخی هفتکل نماد هفتاکل را تخریب و با نمادهای بی‌هویت جایگزین کردند

## هفتکل در جنگ جهانی دوم
در روز سوم شهریور ۱۳۲۰ (۲۵ اوت ۱۹۴۱)نیروهای انگلیس و شوروی (متفقین) علی‌رغم اعلام بی‌طرفی کامل ایران در جنگ جهانی دوم، ورود به ایران را آغاز کردند و انگلیس با تنها پنج هزار سرباز توانست خاک ایران را به اشغال درآورد اهمیت منطقهٔ نفت خیز هفتکل و اتکای اقتصادی - نظامی دولت انگلیس به استخراج نفت آن، پای نیروهای انگلیسی را به شهر کشاند. انگلیسی‌ها، چاه شماره ۲۰ هفتکل را Golden Well می‌نامیدند، چون ۲۰ هزار بشکه نفت از آن، موتور محرکهٔ خودروهای نظامی شان را تأمین می‌کرد.

### مقاومت استوار گنجی
در برابر تهاجم متفقین بسیاری از فرماندهان لشکرها، راه فرار را در پیش گرفتند و کوچک‌ترین مقاومتی نشان ندادند. فقط در جنوب و غرب لشکرهای، خوزستان و کرمانشاه تا حدودی مقاومت کردند.
اما در شهر هفتکل، استوار عنایت الله گنجی که فرماندهٔ ژاندارمری فُلوتین Float-In هفتکل بود، وقتی خبردار شد هواپیماهای متفقین قصد فرود در فرودگاه هفتکل را دارند، خود را به آنجا رساند و اجازهٔ نشستن به هواپیماها را نداد. اطرافیان به او می‌گفتند شاه تسلیم شده و کشور را به متفقین سپرده، تو هم تسلیم شو و خودت را به خطر نینداز، اما گنجی گفت: «من سربازم! مملکت مال شاه نیست؛ و من سرباز شاه نیستم، من سرباز وطنم!»

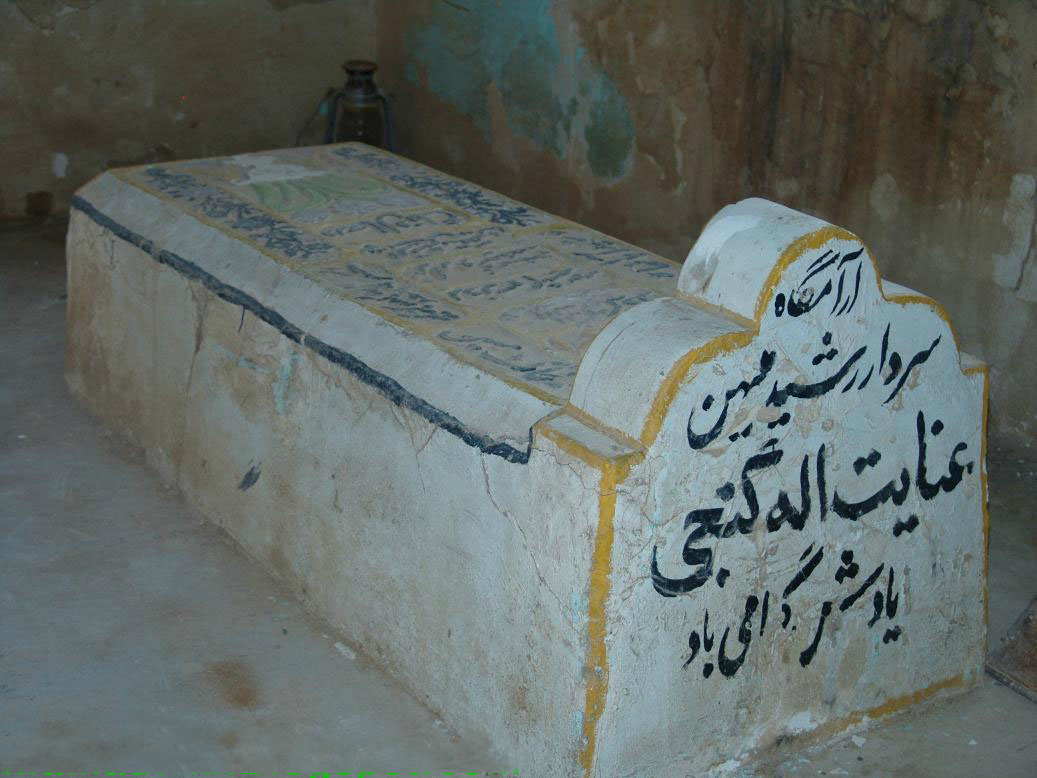
آرامگاه سرباز وطن، عنایت الله گنجی در هفتکل

استوار سوار بر اسب، خود را به فرودگاه رساند و تفنگش را به آسمان که در تسخیر جنگنده‌های متفقین بود نشانه رفت و توانست بعد از چند شلیک، هواپیمای انگلیسی را که در حال فرود آمدن بود ساقط کند. هواپیمای دوم، وقتی اوضاع را چنین دید، فرودگاه و اطراف آن را به گلوله بست که در این بین استوار گنجی کشته و پیرمردی بنام «قِلیچ اصلانی» که از عشایر قشقایی بود و برای کمک به استوار آمده بود نیز زخمی شد.

## اقتصاد
این شهر هم‌اکنون دومین شهر نفتی خاورمیانه محسوب می‌شود. و از ۲۴ چاه نفت این منطقه سالیانه بالغ بر ده میلیون تن نفت استخراج می‌شود.
بنا به گزارش نشریهٔ هفتگی هفت روز در هفتکل و نفت سفید، هفتکل و نفت سفید روزانه یکصد و شصت و هشت هزار بشکه نفت خام تولید و صادر می‌کردند. هفتکل به جز نفت و گاز، معادن سنگ، گچ و آهک نیز دارد.
ورود صنعت نفت به شهر هفتکل باعث ایجاد مدرسه، فرودگاه، جاده، سیستم آب و فاضلاب، بهداشت و درمان، بیمارستان، خدمات رفاهی و اجتماعی در منطقه شد.
هنگام ورود صنعت نفت به این شهر جامعه آن عشایری بود و نفت برای این که به بقای خود ادامه دهد بافت این جوامع را از عشایری به شهری تغییر داد و نیروهای تحصیل کرده از داخل و خارج کشور را جذب کرد.
- شرکت سیمان خوزستان در کیلومتر جاده ۲۲ هفتکل قرار دارد که روزانه ۸٫۸۰۰ تن سیمان تولید می‌کند.[۳۱]
- دو معدن مهر آباد [۳۲] و نمره یک [۳۳] دو منبع بزرگ تولید سنگ گچ در استان هستند، همچنین ۲۷ کوره آهکپزی در هفتکل فعال است.
- صنعت قالی‌بافی در هفتکل رونق دارد. هفتکل یکی از مراکز عمدهٔ تولید گلیم قشقایی در استان خوزستان است و محصولات آن به کشورهای خارجی صادر می‌گردد.[۲۳][۳۴]

### نفت و گاز
نخستین چاه نفت هفتکل در سال ۱۳۰۶ حفر شد و میدان نفتی هفتکل، سال‌ها بزرگ‌ترین تولیدکنندهٔ نفت ایران بود. که از ۱۵ حلقه چاه نفت حفاری شده تا سال ۱۹۶۴ میلادی، سالانه ۹٫۵ میلیون بشکه نفت، صادر می‌شد. این رقم در سال ۱۹۶۹ از ۱۱ حلقه چاه به ۱۱٫۳ میلیون بشکه و در سال ۱۹۷۰ از ۹ حلقه چاه به ۱۳٫۸ میلیون بشکه نفت افزایش یافت. هم‌اکنون نیز روزانه حدود ۲۳ هزار بشکه نفت از میدان نفتی هفتکل تولید می‌شود. تازه‌ترین مطالعات از بررسی عملکرد میدان نفت سفید نشان می‌دهد که از سال۱۳۲۴ (زمان آغاز بهره‌برداری از این میدان) تا پایان سال ۸۷، ۴۳۵ میلیون بشکه نفت و یک هزار و ۱۰۰ میلیارد فوت مکعب گاز گنبدی از این مخزن تولیدشده است. هم‌اکنون نیز با ۱۶ حلقه چاه تولیدی، روزانه به‌طور متوسط ۱۸ هزار بشکه نفت تولید می‌شود.
در سال ۱۳۱۳ خورشیدی نخستین حفاری به منبع عظیمی از گاز رسید که از نوع گاز مرغوب بود و روزانه ۱۶۰٫۰۰۰ متر مکعب گاز به مسجدسلیمان که در ۷۲ کیلومتری نفت سفید قرار دارد، توسط لوله‌های ۶٫۸ اینچی فرستاده می‌شد تا به سوخت توربین‌های آن برسد.
میزان تولید نفت در سال‌های مختلف
| سال به میلادی | تعداد چاه | میزان تولید                                      |
| ------------- | --------- | ------------------------------------------------ |
| ۱۹۶۳          | ۱۵ حلقه   | روزانه ۱۲۸۰۰۰ بشکه                               |
| ۱۹۶۹          | ۱۱ حلقه   | ۱۵٫۸ میلیون بشکه در سال                          |
| ۱۹۷۱          | ۱۲ حلقه   | ۱۸٫۴ میلیون بشکه در سال                          |
| ۱۹۷۳          | ۹ حلقه    | ۱۴ میلیون بشکه در سال                            |
| ۱۹۷۴          | ۱۱ حلقه   | ۱۳٫۵ میلیون بشکه                                 |
| ۱۹۷۵          | ۱۱ حلقه   | ۱۰٫۵ میلیون بشکه                                 |
| ۱۹۷۶          | ۶ حلقه    | ۸ میلیون بشکه با میزان سبکی ۳۸ درجه (بهترین نفت) |

## دبیرستان رودکی
دبیرستان رودکی هفتکل با طرح کلیسایی ساختمان آن در سال ۱۳۱۸ آغاز به کار کرد. وسعت آن ۳۰۰۰ متر مربع می‌باشد و دارای آزمایشگاه، دستگاه‌های تهویه سرد و گرم آبدارخانه، کتابخانه و میادین ورزشی بود و دانش‌آموزان بسیاری از نقاط استان برای ادامهٔ تحصیل به آن جا می‌آمدند این دبیرستان، زمانی ۶۵۰ دانش آموز داشته که بسیاری از آن‌ها امروزه از نخبگان ایرانند، این دبیرستان، نماد فرهنگی هفتکل است.

### همایش بزرگ رودکی
از فروردین ۱۳۸۴ همایشی تحت عنوان همایش بزرگ رودکی و با هدف گردهم آوری هفتکلی‌ها از اقصی نقاط جهان، در دبیرستان رودکی برگزار می‌شود. در این گردهمایی‌ها بسیاری از دانش آموختگان قدیمی این دبیرستان حضور داشتند.

## نگارخانه

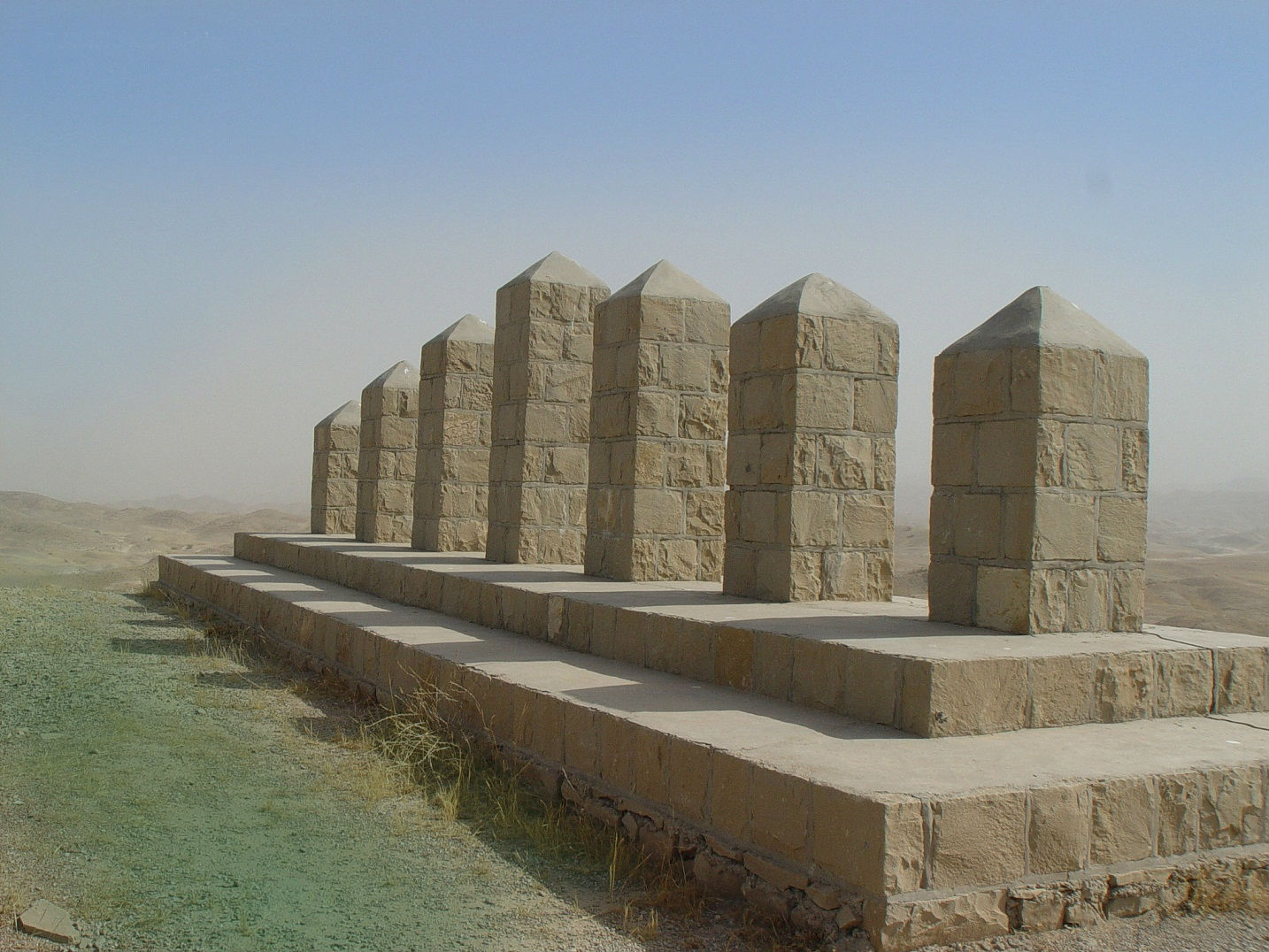
هفتاکل، نماد هفتکل
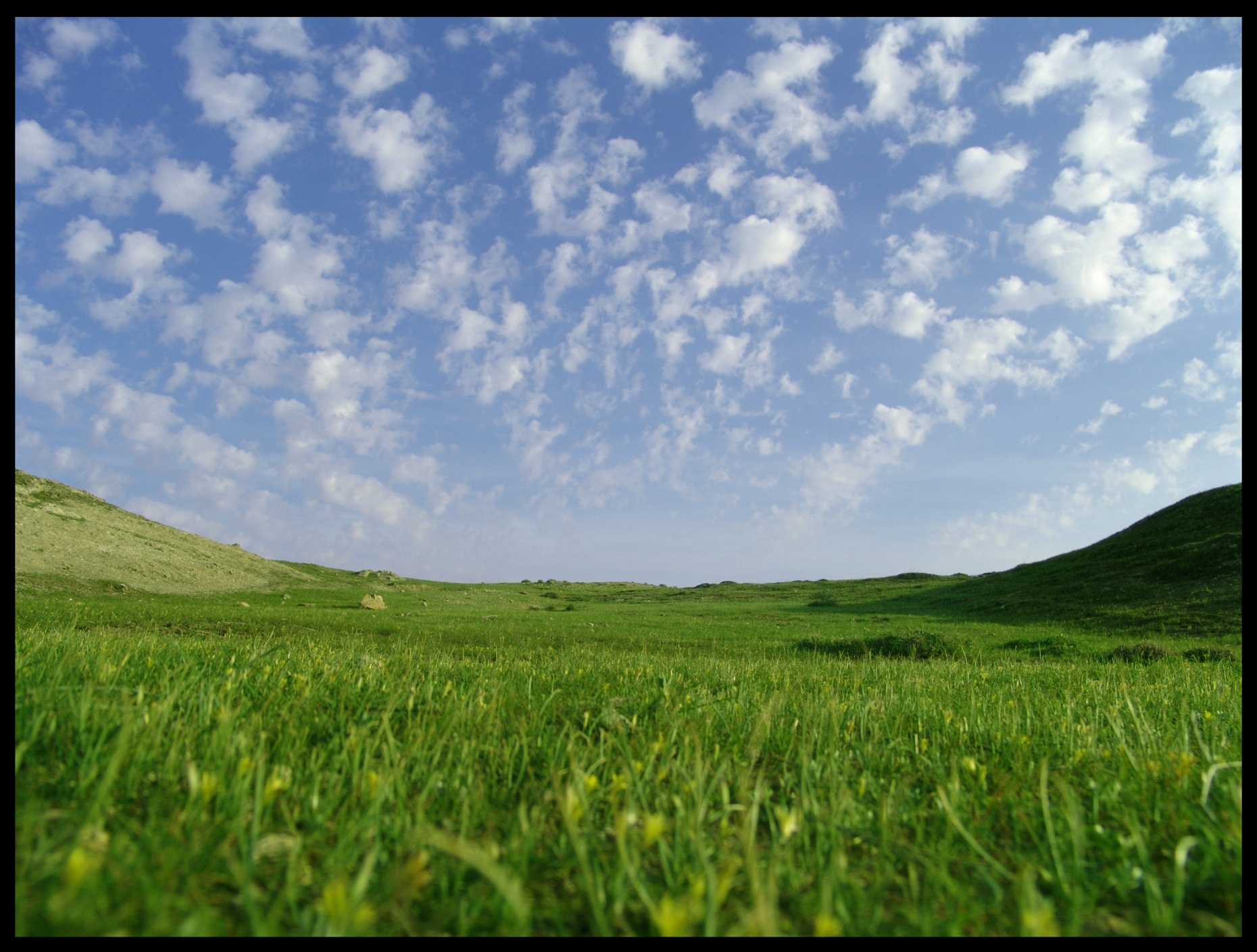
چشم‌اندازی از روستای دره اهوازی
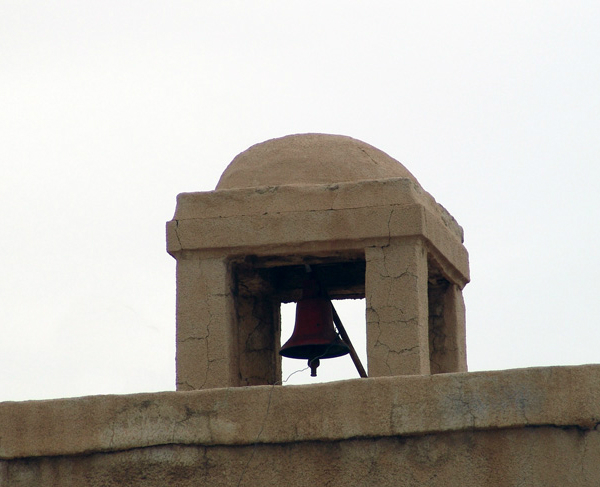
ناقوس دبیرستان رودکی
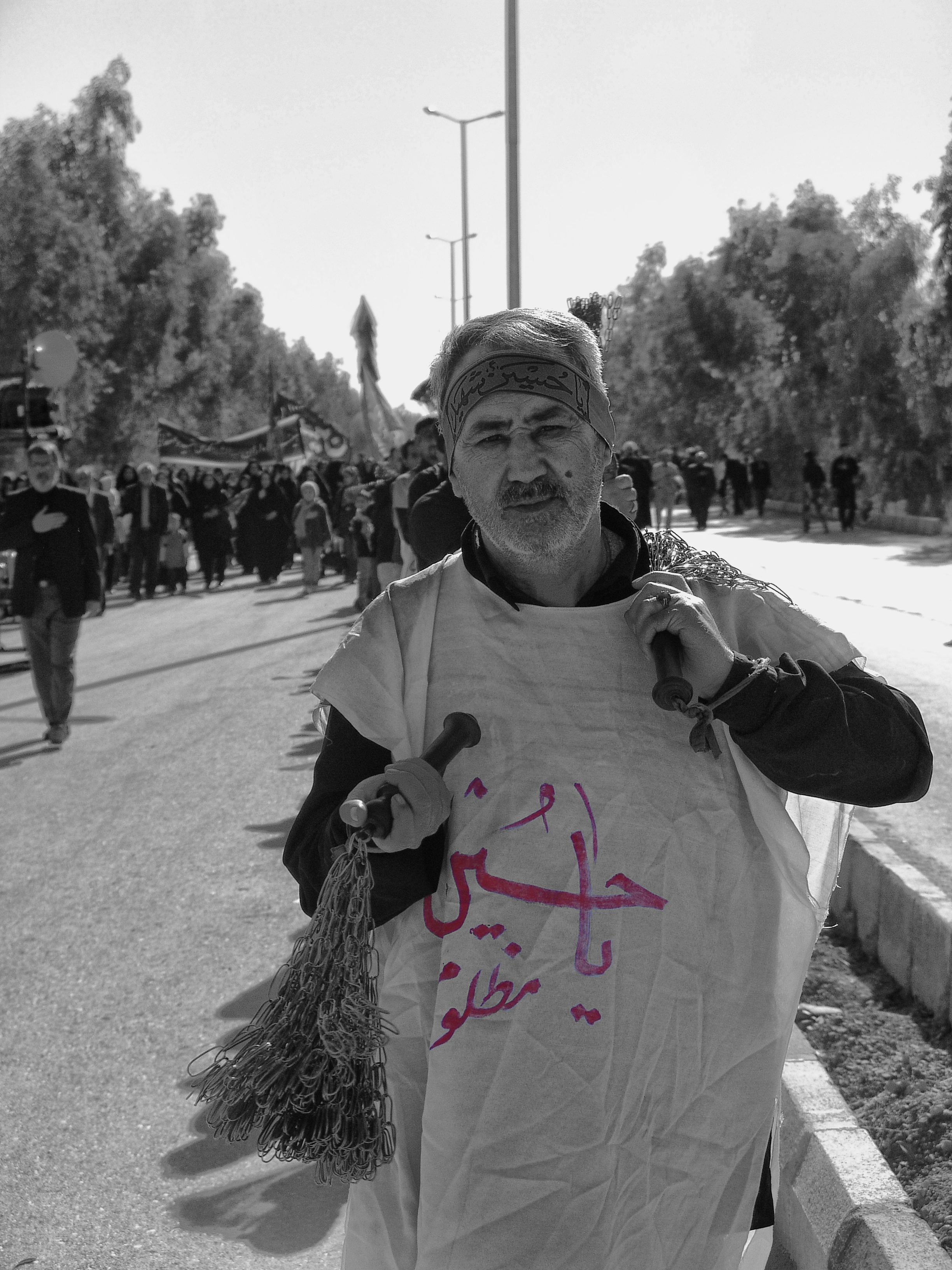
مراسم عاشورا در هفتکل